# Montifringilla
Genre
Montifringilla est un genre de passereaux comprenant trois espèces appartenant à la famille des Passeridae, vivant en haute altitude et présentant des adaptations à la rigueur du climat montagnard.

## Liste des espèces
D'après la classification de référence (version 2.2, 2009) du Congrès ornithologique international (ordre phylogénique) :
- Montifringilla nivalis – Niverolle alpine
- Montifringilla henrici – Niverolle de Henri
- Montifringilla adamsi – Niverolle du Tibet